# Pancerniki typu Tegetthoff
Pancerniki typu Tegetthoff – jedyny typ drednotów zbudowany dla Kaiserliche und Königliche Kriegsmarine. Zbudowano cztery okręty: „Viribus Unitis”, „Tegetthoff”, „Prinz Eugen” i „Szent István”. Trzy z nich zostały zbudowane w Stabilimento Tecnico Triestino w Trieście; „Szent István” został zbudowany w Fiume, aby obie części austro-węgierskiej monarchii dualistycznej mogły uczestniczyć w budowie okrętów. Mniejszy rozmiar doków w Fiume spowodował, że budowa „Szenta Istvána” zakończyła się trzy lata po pozostałych okrętach i został on zbudowany z drobnymi zmianami konstrukcyjnymi.
„Szent István” po raz pierwszy dołączył do swoich siostrzanych okrętów w 1915 roku, w czasie bombardowania włoskiego miasta Ankona. W 1918 roku okręty typu Tegetthoff razem z mniejszymi jednostkami miały przeprowadzić próbę zniszczenia floty blokującej Cieśninę Otranto, jednak po zatopieniu „Szenta Istvána” przez włoski kuter torpedowy zrezygnowano z tego planu. „Viribus Unitis” został przekazany Państwu Słoweńców, Chorwatów i Serbów, ale dzień później został zatopiony przez włoskich nurków. „Tegetthoff” i „Prinz Eugen” zostały przekazane odpowiednio Włochom i Francji.

## Geneza
W styczniu 1909 roku admirał Rudolf Montecuccoli zaproponował nowy plan rozbudowy austro-węgierskiej floty, który zakładał zbudowanie czterech drednotów. W kwietniu tego samego roku plan Montecuccoliego przedostał się do włoskiej prasy, a włoski rząd natychmiast przekazał marynarce niezbędne fundusze na budowę pierwszego drednota, „Dante Alighieri”. Plan Montecuccoliego wciąż był jeszcze jedynie na papierze, kiedy rozpoczęły się prace nad włoskim pancernikiem, ale już sama wzmianka o przyszłych austro-węgierskich drednotach, razem z ukończeniem pancerników typu Radetzky dawała włoskim admirałom do zrozumienia, że austro-węgierska marynarka zaczynała stwarzać realne zagrożenie.
Pomimo że Montecuccoli nieumyślnie rozpoczął śródziemnomorski wyścig zbrojeń morskich, to nie był w stanie zareagować tak szybko jak Włosi. Niespodziewany upadek rządu i problemy ze stworzeniem nowej koalicji na Węgrzech w kwietniu 1909 roku pozostawił Budapeszt bez parlamentu na ponad rok. To oznaczało, że nowy budżet morski na budowę drednotów nie mógł zostać zatwierdzony, ze względu na problematyczne ograniczenia proceduralne w monarchii dualistycznej. Dla Montecuccolego był to bardzo nieodpowiedni czas na pozostanie bez funduszy, nie tylko ze względu na ryzyko pozostania za Włochami w kwestii budowy drednotów, ale również ze względu na bliską zakończenia budowę pancerników typu Radetzky. Bez nowych projektów do budowy, Stabilimento Tecnico Triestino, Škoda i Witkowitz byliby zmuszeni zwolnić wielu doświadczonych robotników, co oznaczałoby, że gdy budowa nowych drednotów zostałaby wreszcie zaakceptowana, fabryki nie miałyby wystarczającej ilości wykwalifikowanego personelu, by ukończyć okręty na czas. Na domiar złego Montecuccoli dowiedział się, że Włosi planowali już budowę trzech nowych drednotów typu Conte di Cavour.
Na szczęście dla austriackiego admirała, nie tylko marynarka martwiła się brakiem nowych projektów. Przedstawiciele ze Stabilimento Tecnico Triestino, Škody i Witkowitza spotkali się z Montecuccolim w lecie 1909 roku, aby przedyskutować możliwość rozpoczęcia prac nad nowymi pancernikami zanim rząd zaaprobuje fundusze na ich budowę. W ich interesie było aby ich stocznie i fabryki nadal pracowały, a Montecuccoli nie chciał tracić czasu w śródziemnomorskim wyścigu drednotów. Pomimo że, jak stwierdził admirał, fabryki rozpoczynały budowę nowych okrętów, bazując na założeniu, że rząd ostatecznie zatwierdzi fundusze, to aby prace rzeczywiście się rozpoczęły, musiał on zaciągnąć kredyt, za który był odpowiedzialny razem z całą marynarką. Było to ryzykowne i nielegalne przedsięwzięcie, ale dom bankowy Rothschildów k.k. privilegierte Österreichische Credit-Anstalt für Handel und Gewerbe, który posiadał znaczne części akcji Stabilimento Tecnico Triestino, Škody i Witkowitza, po otrzymaniu zapewnień od samego Franciszka Ferdynanda, udzielił niezbędnego kredytu. Poczynania Montecuccolego poparli również Franz Conrad von Hötzendorf, szef sztabu austro-węgierskiej armii i Alois Lexa von Aehrenthal, austriacki minister spraw zagranicznych.
Kiedy fundusze zostały ostatecznie zaakceptowane jesienią 1910 roku, w budowie były już dwa drednoty. Przedstawiciele rządu przyjęli wyjaśnienia Montecuccolego w sprawie przedwczesnego rozpoczęcia budowy nowych okrętów, tym bardziej, że Włosi budowali już swoje pancerniki typu Conte di Cavour. Marynarka otrzymała potrzebne fundusze na budowę dwóch pierwszych drednotów w budżecie na rok 1910 i na dwa kolejne w budżecie na rok 1911. Aby uzyskać zgodę od węgierskiego rządu na budowę tych dwóch ostatnich, Montecuccoli obiecał, że jeden drednot i część przyszłych krążowników i niszczycieli zostanie zbudowanych w węgierskiej stoczni Ganz Danubius w Fiume. Do marca 1911 roku austro-węgierski program budowy drednotów został uznany za oficjalny.
Stabilimento Tecnico Triestino pracowało już nad kilkoma projektami drednotów jeszcze zanim rozpoczęły się rozmowy z Montecuccolim. Siegfried Popper, który odszedł z marynarki w 1907 roku po zakończeniu prac nad pancernikami typu Radetzky, został zatrudniony w stoczni jako konsultant projektowy, ale ostatecznie został głównym projektantem nowych drednotów. Popper pracował nad kilkoma projektami o wyporności od 20 000 do 25 000 ton i uzbrojonymi w osiem do dwunastu dział kal. 305 mm w podwójnych wieżach. Pomimo że Montecuccoli zamówił okręty bez konkretnego budżetu, to wiedział, że będzie musiał ostatecznie przekonać delegatów do zaaprobowania pancerników, a poprzednie budżety zezwalały na budowę jedynie mniejszych okrętów, dlatego nastawał na bardziej kompaktowy projekt o mniejszej wyporności. W czasie rozmów na temat charakterystyk okrętów Montecuccoli dowiedział się, że na włoskim pancerniku „Dante Alighieri” wykorzystane zostaną potrójne wieże. Na szczęście dla Austro-Węgier Škoda wykonała na zamówienie marynarki działający model potrójnej wieży jeszcze na długo przed wodowaniem włoskiego pancernika. W czasie testów okazało się, że użycie potrójnych wież jest efektywniejszym sposobem użycia miejsca na pokładzie niż większa liczba podwójnych wież, a co najważniejsze z punktu widzenia austro-węgierskiej doktryny konstrukcji okrętów, pozwalało oszczędzić na wadze. Škoda rozwinęła swój projekt potrójnej wieży, gdy Rosjanie wyrazili zainteresowanie jej kupnem dla swojego pierwszego typu drednotów. Dlatego, gdy austriacka marynarka zdecydowała się wykorzystać w swoich nowych okrętach potrójne wieże, Škoda była przygotowana na natychmiastowe rozpoczęcie budowy.

## Konstrukcja

### Wymiary
Okręty typu Tegetthoff miały 152,2 metra długości całkowitej, 27,3 m szerokości i 8,9 m zanurzenia przy pełnej wyporności, która wynosiła 21 595 ton. Standardowo okręty wypierały 20 000 ton. Załoga okrętów zbudowanych w Trieście składała się z 31 oficerów i 1066 marynarzy, podczas gdy załoga „Szenta Istvána” 38 oficerów i 1060 marynarzy. Nadbudówka okrętów była minimalistyczna i składała się z wieży dowodzenia, mostka i opancerzonej pomocniczej stacji kontroli ognia znajdującej się za tylnym masztem.

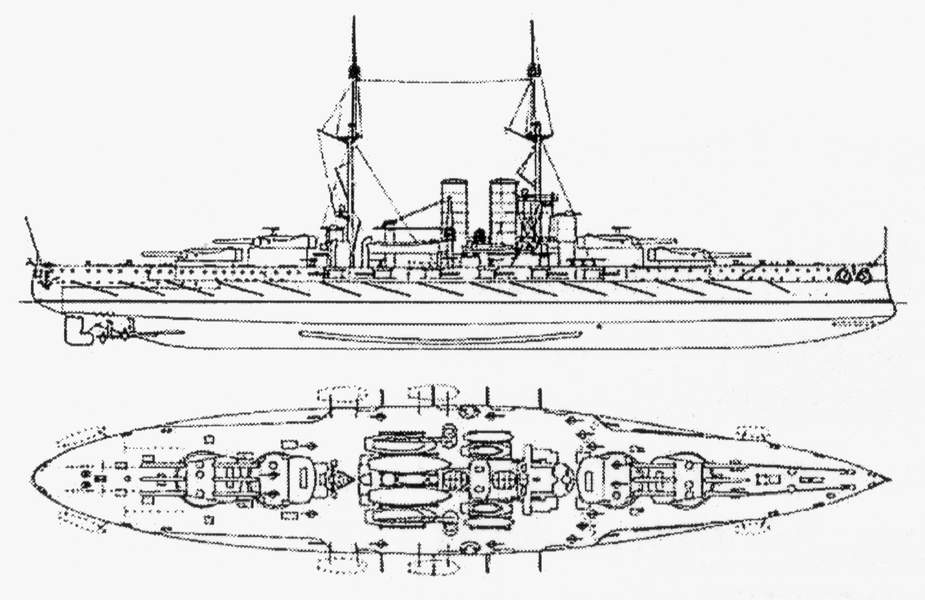
Rzut z lewej burty i plan pokładu pancernika typu Tegetthoff

### Napęd
Napęd pancerników składał się z czterech turbin parowych Parsons (na „Szencie Istvánie” były to turbiny AEG Curtis), z których każda znajdowała się w oddzielnej maszynowni. Turbiny idealnie wpasowywały się w założenia konstrukcyjnie austro-węgierskich pancerników, ze względu na ich mniejsze rozmiary, większą efektywność i mniejszy ciężar w porównaniu z maszynami parowymi. Turbiny napędzane były przez 12 kotłów parowych Yarrow (na „Szencie Istvánie” Babcock & Wilcox). Turbiny napędzały cztery brązowe śruby o średnicy 2,75 m i miały wytwarzać moc 27 000 KM, co teoretycznie powinno było zapewniać planową prędkość maksymalną 20 węzłów, jednak nieznane są żadne dane z testów prędkości okrętów. Okręty przenosiły zapas 1844,5 ton węgla oraz dodatkowo 267,2 tony oleju opałowego, którym spryskiwany był węgiel w celu zwiększenia szybkości jego spalania. Przy pełnej wyporności zapas węgla zapewniał zasięg 4200 Mm przy prędkości 10 węzłów.

### Uzbrojenie

Rozmieszczenie artylerii głównej

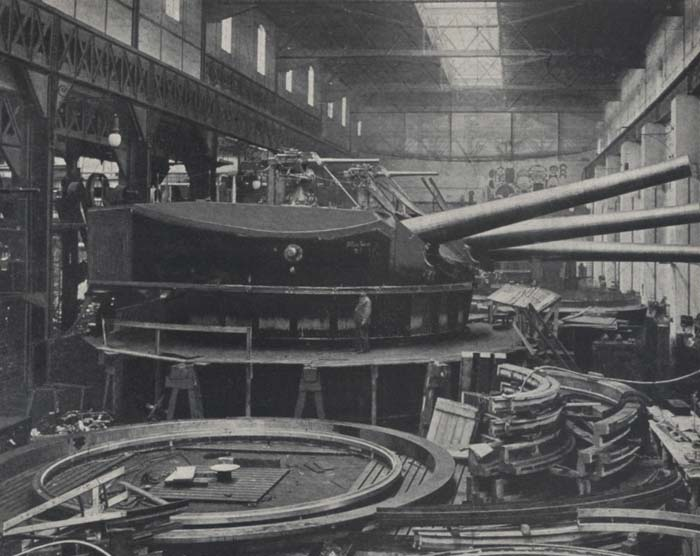
Montaż pierwszej wieży artyleryjskiej dla „Viribusa Unitisa” w zakładach Škoda w Pilźnie

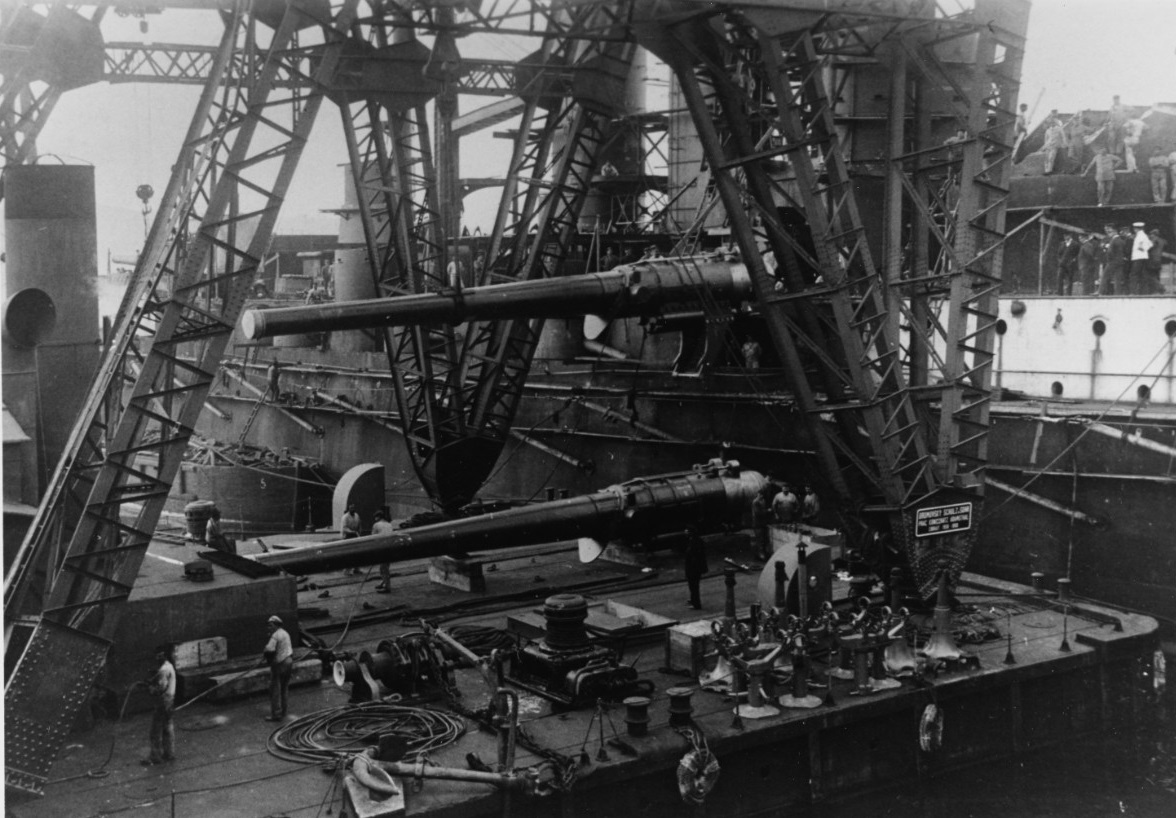
Instalacja dział na wieżach artyleryjskich na „Szencie Istvánie”

Uzbrojenie główne pancerników typu Tegetthoff składało się z dwunastu dział Škoda K10 kal. 305 mm L/45 w czterech potrójnych wieżach. Działa te po raz pierwszy wprowadzone zostały w pancernikach typu Radetzky, jednak wersja K10 była o 5 cm dłuższa, co pozwalało na zastosowanie mocniejszych ładunków miotających. Kąt podniesienia lufy dział miał zakres od -4° do +20°. 140-kilogramowy ładunek prochu nadawał 450-kilogramowym pociskom prędkość wylotową 800 m/s , co przy maksymalnym podniesieniu lufy dawało zasięg ok. 25 000 m. Wysoko usytuowane platformy obserwacyjne pozwalały działonowym osiągać lepszą celność ostrzału na długim dystansie. Wieża artyleryjska umiejscowiona była na wodoszczelnej podstawie, która obracała się razem z wieżą i przedłużała się w dół aż do podwójnego dna. Na dole znajdowała się platforma załadunku pocisków, a wyżej platforma załadunku ładunków miotających. Następnie pociski transportowane były windami do platformy transferowej, która służyła jako tymczasowy magazyn, dopóki pociski nie zostały przetransportowane na platformę działa. Stanowisko kierowania ogniem wystawało nad dach z tyłu wieży, w którym zamontowany był dalmierz Barr & Stroud. Każda z wież obsługiwana była przez oficera, elektryka, mechanika artyleryjskiego, 37 artylerzystów i 50 marynarzy.
Uzbrojenie średniego kalibru składało się z dwunastu dział Škoda K10 kal. 150 mm L/50 zamontowanych w ręcznie obracanych wieżach w kazamatach na śródokręciu, po sześć na każdej burcie. Jak w większości austro-węgierskich pancerników, ich umiejscowienie tuż nad linią wody powodowało, że stawały się one bezużyteczne przy wzburzonym morzu. Uzbrojenie lekkiego kalibru składało się z osiemnastu dział Škoda K10 kal. 66 mm L/50 zamontowanych na górnym pokładzie nad kazamatami, a część z nich na drugiej i trzeciej wieży artylerii głównej. Niektóre zostały zastąpione później działami przeciwlotniczymi Škoda K10 BAG kal. 66 mm L/50, zamontowanymi na szczycie wież artyleryjskich. Wersja BAG była podwójnego zastosowania, zarówno jako artyleria przeciwlotnicza, jak i przeciwko kutrom torpedowym. Działa te nie miały osłony dla strzelca, aby zapewnić mu lepsze pole widzenia. Były obsługiwane przez załogi odpowiadających im wież artyleryjskich. Pozostałe uzbrojenie artyleryjskie składało się z dwóch szybkostrzelnych dział Škoda kal. 47 mm L/44, dwóch dział desantowych Škoda kal. 66 mm L/18 i dwóch karabinów maszynowych Schwarzlose M.7/12 kal. 8 mm. Okręty były również wyposażone w cztery podwodne wyrzutnie torpedowe kal. 533 mm, jedna na dziobie, jedna na rufie i po jednej na burcie. Zapas wynosił dwanaście torped.

### Opancerzenie
Pancerniki typu Tegetthoff chronione były przez cementowaną stal Kruppa. Pas opancerzenia na linii wodnej miał 280 mm grubości od połowy dziobu do rufowych barbet wież artyleryjskich. Dalej w kierunku dziobu i rufy jego grubość zmniejszała się do 150 mm, a sam dziób i rufa chronione były przez 110–130 mm pancerza. Górny pas opancerzenia miał maksymalną grubość 180 mm, lecz od dziobowych barbet w stronę dziobu wynosiła ona 110 mm. Kazamaty miały pancerz o grubości 180 mm. Boki wież artylerii głównej, ich barbety i wieża dowodzenia chronione były przez 280 mm pancerza, a skątowana sekcja dachu wieży artyleryjskiej miała grubość 150 mm. Dachy wież artyleryjskich i dowodzenia miały pancerz o grubości 60 mm, wykonany ze zwykłych stalowych płyt. Dwuwarstwowe opancerzenie pokładu wynosiło od 30 do 48 mm. Ochronę podwodną zapewniało dno podwójne, ciągnące się na całej długości okrętu, od dna do dolnego krańca pasa opancerzenia na linii wodnej, z płytą pancerną grubości 10 mm służącą jako zewnętrzna gródź. Dalej znajdowała się gródź przeciwtorpedowa, składająca się z dwóch warstw płyt stalowych, każda po 25 mm. Całkowita grubość tego systemu wynosiła zaledwie 160 mm, przez co przy trafieniu torpedą lub wejściu na minę pancerz zostałby rozerwany.

### Różnice
„Szent István”, zbudowany w Fiume, różnił się od pozostałych okrętów swojego typu głównie maszynownią. Miał tylko dwie śruby i dwie turbiny, w porównaniu z czterema śrubami w pozostałych okrętach. Zewnętrzne różnice składały się z platformy zbudowanej od mostka, wokół przedniego komina, aż do tylnego komina, na którym zainstalowano kilka szperaczy. Zmieniono również przewód wentylacyjny przed głównym masztem. „Szent István” był jedynym okrętem swojego typu, który nie został wyposażony w sieci przeciwtorpedowe.

## Budowa

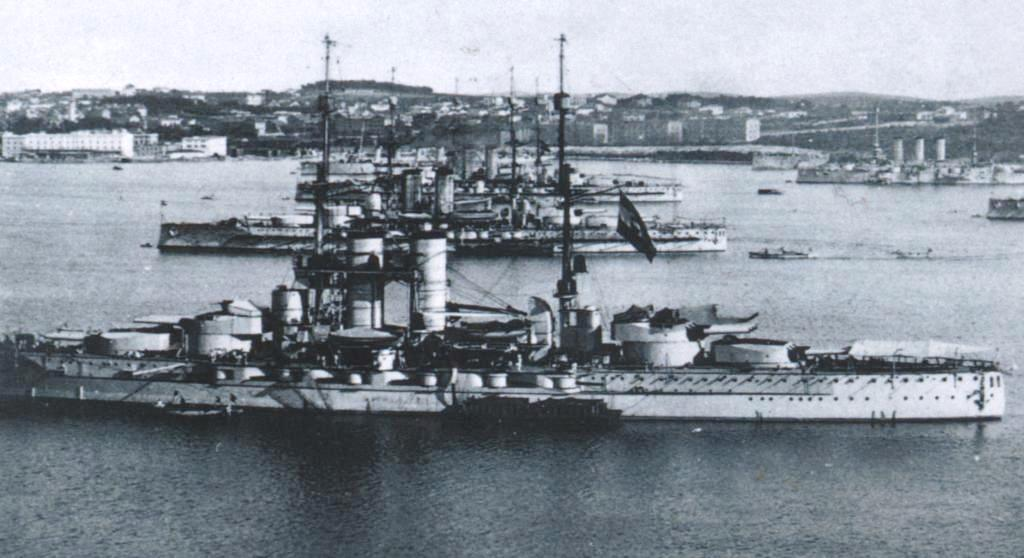
Pancerniki typu Tegetthoff w Puli (1915). Na pierwszym planie „Szent István”

Pierwszy z okrętów miał pierwotnie nosić nazwę na cześć Wilhelma von Tegetthoffa, XIX-wiecznego austriackiego admirała, ale Franciszek Józef I chciał, aby został on nazwany jego personalnym motto, Viribus Unitis („wspólnymi siłami”) .
Jako że stocznia Ganz Danubius nie zbudowała wcześniej jeszcze niczego większego od niszczyciela, budowa czwartego z drednotów została znacznie opóźniona. Okręt ten otrzymał nazwę „Szent István”, na cześć byłego króla i patrona Węgier, Stefana I.

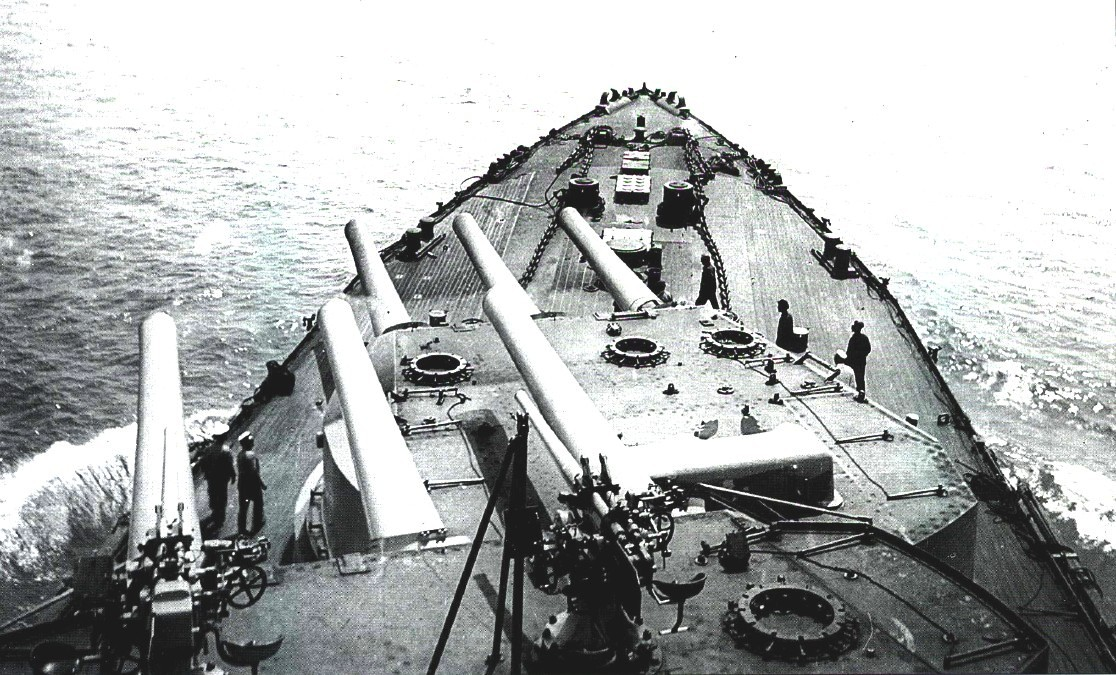
Działa na „Prinz Eugenie”

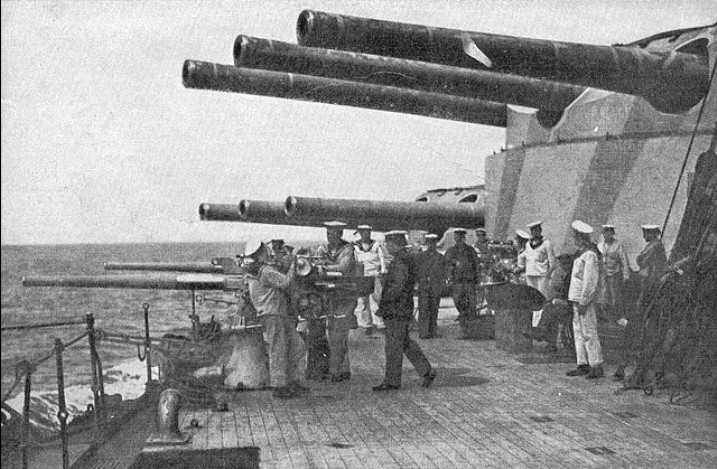
Działa na „Tegetthoffie” (1914)

| Okręt                | Pochodzenie nazwy      | Stocznia                               | Położenie stępki | Wodowanie         | Wejście do służby | Los                                                                                            |
| -------------------- | ---------------------- | -------------------------------------- | ---------------- | ----------------- | ----------------- | ---------------------------------------------------------------------------------------------- |
| SMS „Viribus Unitis” | „Wspólnymi siłami”     | Stabilimento Tecnico Triestino, Triest | 24 lipca 1910    | 24 czerwca 1911   | 5 grudnia 1912    | Przekazany Królestwu SHS 31 października 1918 Zatopiony przez włoskich nurków 1 listopada 1918 |
| SMS „Tegetthoff”     | Wilhelm von Tegetthoff | Stabilimento Tecnico Triestino, Triest | 24 września 1910 | 21 marca 1912     | 14 lipca 1913     | Złomowany w La Spezia, 1925                                                                    |
| SMS „Prinz Eugen”    | Eugeniusz Sabaudzki    | Stabilimento Tecnico Triestino, Triest | 16 stycznia 1912 | 30 listopada 1912 | 8 lipca 1914      | Zatopiony jako okręt-cel, 1922                                                                 |
| SMS „Szent István”   | Stefan I Święty        | Ganz Danubius, Fiume                   | 29 stycznia 1912 | 17 stycznia 1914  | 13 grudnia 1915   | Storpedowany i zatopiony w pobliżu Otranto 10 czerwca 1918                                     |

## Służba

### I wojna światowa

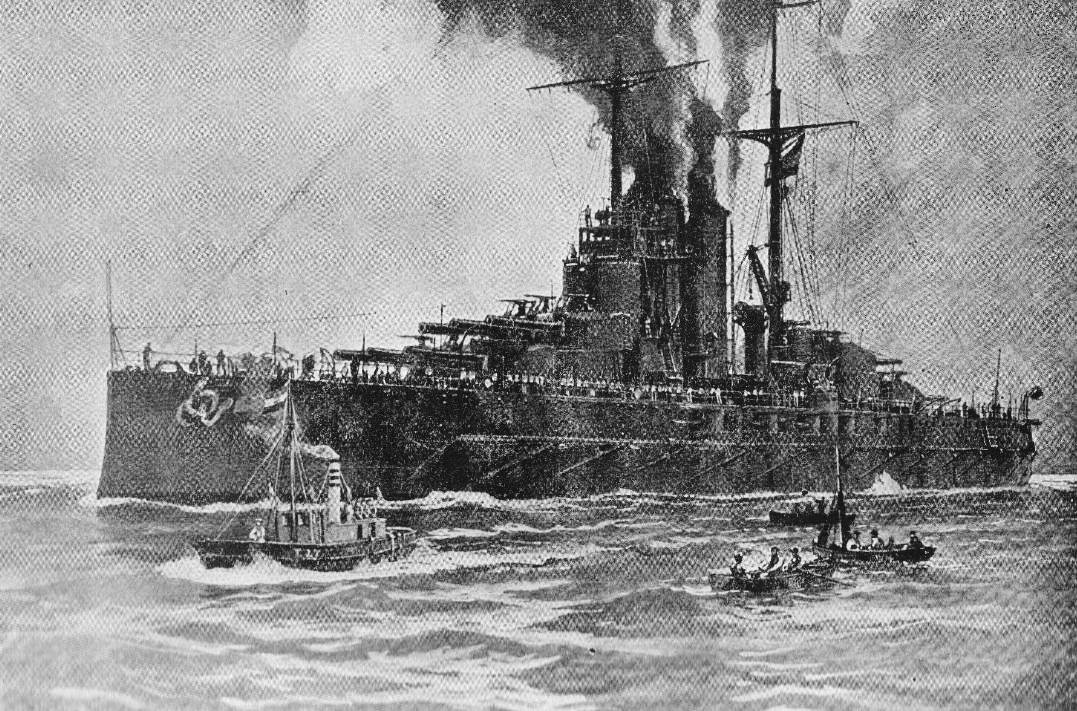
„Viribus Unitis” (1914)

Niemiecki Dywizjon Morza Śródziemnego, składający się z krążownika liniowego SMS „Goeben” i lekkiego krążownika SMS „Breslau”, wezwał na pomoc austro-węgierską flotę. Niemieckie jednostki próbowały przebić się z Mesyny, gdzie okręty zaopatrywały się w węgiel jeszcze przed wybuchem wojny. Brytyjskie okręty zaczęły gromadzić się w pobliżu miasta, w celu śledzenia krążowników. W tym czasie austro-węgierska flota nie była jeszcze w pełni zmobilizowana, ale pancerniki typu Radetzky i Tegetthoff, kilka krążowników i mniejszych jednostek były dostępne. Główne dowództwo Austro-Węgier, nie chcąc wywoływać wojny z Wielką Brytanią, nakazało okrętom unikać brytyjskich jednostek i w pełni osłaniać niemieckie krążowniki jedynie na austro-węgierskich wodach. 7 sierpnia, kiedy Niemcy uciekli przez Cieśninę Mesyńską, austro-węgierskie okręty, w tym pancerniki typu Tegetthoff, będące wówczas na wysokości Brindisi, otrzymały rozkaz powrotu do portu.
Po ucieczce niemieckich okrętów austro-węgierska flota miała niewiele zajęć i spędzała większość swojego czasu w swojej bazie w Puli. Bezczynność floty spowodowana była po części brakiem węgla, który stawał się coraz większym problemem wraz z rozwojem wojny, a po części strachem przed minami morskimi na Adriatyku (z tego samego powodu w porcie pozostawała również flota włoska). Jednak w maju 1915 roku okręty wyszły z portu, by ostrzelać włoskie miasto Ankona. 23 maja 1915 roku, 4 godziny po dotarciu do Puli włoskiego wypowiedzenia wojny, pancerniki typu Tegetthoff oraz reszta austro-węgierskiej floty wypłynęła z portu, by ostrzelać włoskie wybrzeże. Austro-węgierskie okręty ostrzelały ważną bazę morską w Ankonie , a następnie wybrzeże Czarnogóry. Zanim włoskie okręty z Tarentu i Brindisi przybyły do Ankony, austro-węgierska flota była już z powrotem w Puli.

#### Rajd na blokadę Cieśniny Otranto
W 1918 roku Miklós Horthy został dowódcą austro-węgierskiej floty i chciał on przeprowadzić za pomocą swoich okrętów atak na siły blokujące Cieśninę Otranto. 8 czerwca 1918 roku zabrał on „Viribus Unitis” i „Prinz Eugen” na południe, razem z niewielkimi siłami wsparcia. Wieczorem następnego dnia podążyły za nimi „Szent István” i „Tegetthoff”. W czasie prób osiągnięcia maksymalnej prędkości turbiny „Szenta Istvána” zaczęły się przegrzewać i prędkość musiała zostać zredukowana do 12 węzłów. Gdy spróbowano ją zwiększyć do 16 węzłów, „Szent István” zaczął wydzielać nadmierne ilości dymu. 10 czerwca o 3:20 dym został zauważony przez dwa włoskie kutry torpedowe. MAS-21 zaatakował „Tegetthoffa”, ale jedna z jego torped zaklinowała się w wyrzutni, a druga nie wybuchła. MAS-15 natomiast trafił „Szenta Istvána” dwoma torpedami o 3:31. „Tegetthoff” wziął uszkodzony okręt na hol. Rozważano wprowadzenie pancernika na mieliznę w pobliżu wyspy Molat (na północny zachód od Zadaru), ale okręt nabierał coraz więcej wody, a pompy nie były w stanie sobie z nią poradzić. O 6:12 okręt obrócił się do góry stępką, zabierając ze sobą na dno 89 członków załogi. Ostatnie pół godziny tonięcia zostało nagrane z pokładu „Tegetthoffa”. Obawiając się dalszych ataków ze strony włoskich kutrów torpedowych i niszczycieli oraz myśląc, że element zaskoczenia jest stracony, Horthy odwołał atak i flota wróciła do portu na resztę wojny.

### Powojenny los

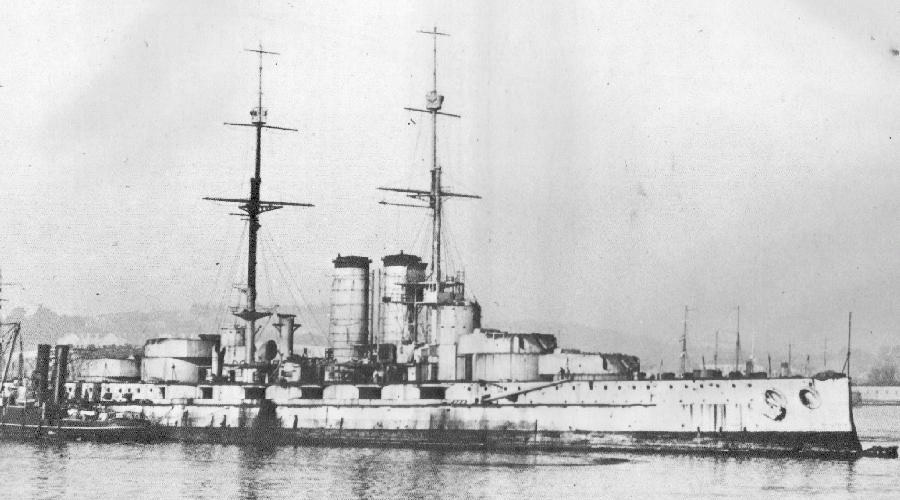
„Prinz Eugen” jako francuski okręt-cel

Po tym, jak stało się jasne, że Austro-Węgry przegrały wojnę, austriacki rząd zdecydował przekazać „Viribusa Unitisa”, razem ze znaczną częścią austro-węgierskiej floty, do nowo powstałego Państwu Słoweńców, Chorwatów i Serbów. Dzięki temu uniknięto by przekazania floty aliantom, jako że nowe państwo zadeklarowało swoją neutralność. Po przekazaniu zmieniono nazwę okrętu na „Yugoslavia”.
1 listopada 1918 roku, gdy poza Austro-Węgrami nie wiedziano nic o przekazaniu okrętu, dwóch marynarzy Regia Marina, Raffaele Paolucci i Raffaele Rossetto, wpłynęło do portu w Puli na prymitywnej żywej torpedzie Mignatta. Zaatakowali oni za pomocą min magnetycznych „Viribusa Unitisa” i frachtowiec „Wien”.
Płynąc wzdłuż rzędów austriackich okrętów, dwaj marynarze napotkali „Viribus Unitis” około 4:40 nad ranem. Na dziobie Mignatty znajdowały się dwa ładunki wybuchowe z trotylem. Włosi umocowali jeden z ładunków pod kadłubem okrętu za pomocą magnesu, do którego ładunek był przywiązany liną o długości 6 m. Przy założeniu ładunku ustawili czas wybuchu an 6:30 i zaczęli się wycofywać. Włosi nie mieli zestawów do nurkowania, więc musieli trzymać głowy nad poziomem wody i zostali uchwyceni w jeden z reflektorów okrętowych. Szybko ustawili timer na drugim z ładunków i wypuścili Mignattę, która przepłynęła przez port i rozbiła się o falochron, dokładnie pod miejscem cumowania transportowca „Wien”. Włosi nie wiedzieli, że austriacki rząd przekazał „Viribusa Unitisa”, razem z większością austro-węgierskiej floty, Jugosławii. Zostali zabrani na pokład pancernika i poinformowali nowego kapitana okrętu o swoim czynie, lecz nie ujawnili dokładnej pozycji ładunków. Następnie nowy kapitan, Janko Vuković, dopilnował, by więźniowie zostali bezpiecznie przetransportowali na siostrzany okręt, „Tegetthoff”, i rozkazał ewakuację okrętu. Jednak ładunki nie wybuchły o 6:30, więc Vuković uznał, że Włosi kłamali i powrócił na pancernik razem ze znaczną liczbą marynarzy. Po wybuchu ładunków na krótko po 6:44 okręt zatonął w ciągu 15 minut, zabierając ze sobą Vukovicia i około 300-400 członków załogi. Drugi ładunek zatopił transportowiec „Wien”. Dwaj Włosi zostali internowani do końca wojny i zostali odznaczeni przez Królestwo Włoch Złotym Medalem za Męstwo Wojskowe.
4 listopada włoskie wojsko wkroczyło do Puli i przejęło „Tegetthoffa” i „Prinz Eugena”. Włosi zachowali „Tegetthoffa” na swój własny użytek. Wziął on udział w filmie Eroi di nostri mari (Bohaterzy naszych mórz) o zatopieniu „Szenta Istvána”. Ostatecznie został złomowany w 1924 roku. „Prinz Eugen” stał się własnością Francji. Usunęli oni główne uzbrojenie w celu inspekcji i używali okrętu do testów bombardowań lotniczych. Ostatecznie został użyty jako okręt-cel dla pancerników „Paris”, „Jean Bart” oraz „France” i zatonął na Atlantyku.